# Han Bo-reum
Han Bo-reum (nascida Kim Bo-reum, em 12 de fevereiro de 1987) é uma atriz sul-coreana.

## Filmografia

### Séries de televisão
| Ano  | Título                                                       | Papel                    | Rede |
| ---- | ------------------------------------------------------------ | ------------------------ | ---- |
| 2011 | Dream High                                                   | Ha So-hyun               | KBS2 |
| 2013 | Pots of Gold                                                 | Lee Min-ah               | MBC  |
| 2013 | Master's Sun                                                 | Hanna Brown/Cha Hee-joo  | SBS  |
| 2013 | Drama Festival "Principal Investigator - Save Wang Jo-hyun!" | Wang Yoo-mi/Wang Jo-hyun | MBC  |
| 2014 | Modern Farmer                                                | Han Yoo-na               | SBS  |

### Filmes
| Ano  | Título             | Papel   |
| ---- | ------------------ | ------- |
| 2011 | Sunday Punch       | Jin-ah  |
| 2013 | Queen of the Night | Jang-mi |
| 2015 | Death Trip         |         |
| 2015 | Chasing Hemingway  |         |

### Vídeo de música
| Ano  | Título da música | Artista  |
| ---- | ---------------- | -------- |
| 2010 | "Acquaintance"   | Outsider |